# Gyanógeregye
Gyanógeregye là một thị trấn thuộc hạt Vas, Hungary. Thị trấn này có diện tích 7,07 km², dân số năm 2010 là 156 người, mật độ 22 người/km².